# Кислуха
Кислу́ха (рос. Кислуха) — селище у складі Первомайського району Алтайського краю, Росія. Входить до складу Поваліхинської сільської ради.

## Населення
Населення — 224 особи (2010; 84 у 2002).
Національний склад (станом на 2002 рік):
- росіяни — 98 %